# Roger Kimball
Roger Kimball (nascido em 1953) é um crítico de arte e comentarista social americano. Ele é editor do The New Criterion e do Encounter Books. Kimball ganhou destaque no início dos anos 90 com a publicação do livro Tenured Radicals: How Politics Corrupted Higher Education. Atua no conselho do Manhattan Institute, um instituto de viés conservador, e como superintendente do Ralston College, uma faculdade de artes liberais em Savannah, na Geórgia. Ele também atuou no Conselho de Superintendentes do St. John's College (Annapolis e Santa Fe) e no conselho da Transaction Publishers. Em 7 de maio de 2019, ele recebeu o Bradley Prize em Washington, D.C.

## Juventude e educação
Kimball estudou na Cheverus High School, uma instituição jesuíta em Portland, Maine, e depois no Bennington College, onde se tornou bacharel em filosofia e grego clássico. Depois de se formar, Kimball frequentou a Universidade de Yale, onde obteve um M.A. em 1978 e um M.Phil. em 1982 em filosofia.

## Obra

### Como autor
- The Fortunes of Permanence: Culture and Anarchy in an Age of Amnesia, St. Augustine's Press: South Bend, 2012.
- The Rape of the Masters: How Political Correctness Sabotages Art, Encounter Books: San Francisco, 2004.
- Art's Prospect: The Challenge of Tradition in an Age of Celebrity, Ivan R. Dee: Chicago, 2003.
- Lives of the Mind: The Use and Abuse of Intelligence from Hegel to Wodehouse, Ivan R. Dee: Chicago 2002.
- Experiments Against Reality: The Fate of Culture in the Postmodern Age, Ivan R. Dee: Chicago 2000.
- The Long March: How the Cultural Revolution of the 1960s Changed America, Encounter Books: San Francisco, 2000.
- Tenured Radicals: How Politics Has Corrupted Our Higher Education, HarperCollins, New York, 1990; revised edition, Ivan R. Dee, Chicago, 1998; third, expanded edition, Ivan R. Dee, Chicago, 2008.
  - Brazilian Edition of Tenured Radicals: ″Radicals in the Universities: How politics has corrupted higher education in the United States of America″ (Peixoto Neto Publishing House, 2010) ]

### Como editor e contribuinte
- Vox Populi: The Perils and Promises of Populism, edited by Roger Kimball, Encounter Books: New York, 2017.
- The Consequences of Richard Weaver,  Foreword to an expanded edition of "Ideas Have Consequences" by Richard Weaver University of Chicago Press: Chicago 2013.
- "Mental Hygiene and Good Manners: The Contribution of George Santayana," in The Genteel Tradition in American Philosophy and Character and Opinion in the United States, edited by James Seaton, Yale University Press: New Haven, 2009.
- Counterpoints: 25 Years of The New Criterion on Art and Culture, co-edited by Roger Kimball & Hilton Kramer, Ivan R. Dee: Chicago, 2007.
- Lengthened Shadows: America and Its Institutions in the Twenty-first Century, co-edited by Roger Kimball & Hilton Kramer, Encounter Books: San Francisco, 2004.
- The Survival of Culture: Permanent Values in a Virtual Age co-edited by Roger Kimball & Hilton Kramer, Ivan R. Dee: Chicago 2002.
- The Betrayal of Liberalism: How the Disciples of Freedom and Equality Helped Foster the Illiberal Politics of Coercion and Control, co-edited by Roger Kimball & Hilton Kramer, Ivan R. Dee: Chicago, 2000
- The Future of the European Past co-edited by Roger Kimball & Hilton Kramer Ivan R. Dee: Chicago 1997.
- Against the Grain: The New Criterion on Art and Intellect in the Twentieth Century co-edited by Roger Kimball & Hilton Kramer, Ivan R. Dee: Chicago 1994.

### Como editor
- Saving the Republic: The Fate of Freedom in the Age of the Administrative State. Interventions by Encounter Books, edited by Roger Kimball and with a foreword by Victor Davis Hanson, Encounter Books: New York, 2018
- The New Leviathan: The State Versus the Individual in the Twenty-first Century. A Collection of Encounter Broadsides, edited, with an introduction, by Roger Kimball and a foreword by George Will, Encounter Books: New York, 2012.
- Athwart History: Half a Century of Polemics, Animadversions, and Illuminations: A William F. Buckley Jr. Omnibus, co-edited by Roger Kimball and Linda Bridges, introduction by Roger Kimball, Encounter Books: New York, 2010.
- The Age of the Avant Garde: 1956-1972, by Hilton Kramer, introduction by Roger Kimball, Transaction Publishers: New Brunswick, 2008.
- The Treason of the Intellectuals, by Julien Benda, introduction by Roger Kimball, Transaction Publishers: New Brunswick, 2006.
- Art in Crisis, by Hans Sedlmayr, introduction by Roger Kimball, Transaction Publishers: New Brunswick, 2006.
- Darwinian Fairytales: Selfish Genes, Errors of Heredity, and Other Fables of Evolution, by David Stove, edited and with an Introduction by Roger Kimball, Encounter Books: New York, 2006.
- Diversions And Animadversions: Essays from the New Criterion by Alexander Coleman, edited with a preface by Roger Kimball, introduction by Denis Donoghue, Transaction Publishers: New Brunswick, 2005.
- Physics and Politics: Or: Thoughts on the Application of the Principles of 'Natural Selection' and 'Inheritance' to Political Society, by Walter Bagehot, edited and with an introduction by Roger Kimball, Ivan R. Dee: Chicago, 1999.
- Against the Idols of the Age, by David Stove, edited and with an introduction by Roger Kimball, Transaction Publishers: New Brunswick, 1999.